# Polyura andrewsi
Polyura andrewsi är en fjärilsart som beskrevs av Butler 1900. Polyura andrewsi ingår i släktet Polyura och familjen praktfjärilar. Inga underarter finns listade i Catalogue of Life.